# Фонте-ду-Баштарду
Фонте-ду-Баштарду (порт. Fonte do Bastardo)  —  район (фрегезия) в Португалии,  входит в округ Азорские острова. Расположен на острове Терсейра. Является составной частью муниципалитета  Вила-да-Прая-да-Витория. Население составляет 1156 человек на 2001 год. Занимает площадь 8,90 км².